# Santa Margalida
Santa Margalida (kastilisch Santa Margarita) ist eine Gemeinde mit 13.757 Einwohnern (Stand: 2024) im Nordosten der spanischen Baleareninsel Mallorca.
Die Bevölkerung ist auf drei Siedlungsschwerpunkte verteilt, den gleichnamigen Hauptort Santa Margalida, zehn Kilometer von der Küste entfernt landeinwärts, sowie die beiden Touristenorte Can Picafort und Son Serra de Marina am Meer an der Bucht von Alcúdia (Badia d’Alcúdia). Im Jahr 2006 betrug der Ausländeranteil der Gemeinde 23,6 % (2.413), der Anteil deutscher Einwohner 6,7 % (683).

## Geografie

### Geografische Lage
Die Gemeinde Santa Margalida liegt rund 45 Kilometer von der Inselhauptstadt Palma entfernt. Sie ist Teil der Region (Comarca) Plà de Mallorca oder Es Plà, der großen Ebene der Inselmitte.
Die Gemeinde ist eine der flachsten der Insel mit kaum Höhen über 100 Meter über dem Meeresspiegel (msnm). Einige Torrents (Sturzbäche) entwässern das Gemeindegebiet Richtung Nordosten zum Meer. Im Nordwesten grenzt Santa Margalida an das Süßwasser-Sumpfgebiet S’Albufera, einem Naturschutzgebiet. Entlang der nordöstlichen Küstenlinie sind in regelmäßigen Abständen von 1.250 Metern Obelisken aufgestellt. Mit ihren 200 Meter ins Landesinnere aufgestellten Zwillingstürmen waren sie im vergangenen Jahrhundert Orientierungstürme für die Seefahrt.

### Nachbargemeinden
Im Nordwesten und Westen grenzen die Gemeinden Muro und Llubí an das Gemeindegebiet von Santa Margalida. Beide gehören wie auch die südlich angrenzenden Gemeinden Maria de la Salut, Ariany und Petra zum Es Plà. Östlich bildet der Torrent de na Borges die Grenze zur Gemeinde Artà in der Region Llevant.

### Gemeindegliederung
Zur Gemeinde Santa Margalida gehören folgende Orte:
- Can Picafort (6757 / 6853 Einwohner)
- Santa Margalida (3375 / 3628 Einwohner)
- Son Serra de Marina (694 / 726 Einwohner)

Die Einwohnerzahlen in Klammern stammen vom 1. Januar 2008. Die erste Zahl gibt dabei die Einwohner der geschlossenen Ortschaften an, die zweite Zahl die Einwohner der Orte einschließlich der hinzu zu rechnenden „verstreut“ lebenden Bevölkerung außerhalb der eigentlichen Siedlungen. (Quelle: INE)

#### Santa Margalida
Der Ort besitzt eine lange Tradition in der Landwirtschaft und im Kunsthandwerk.
Die historisch belegte Gründung einer Gemeinde erfolgte in den ersten Jahren nach der Reconquista. Die alten Inschriften und Grabsteine weisen jedoch darauf hin, dass der Ort schon zur Römerzeit besiedelt war, unter dem Namen Hero. Später unter den Arabern lag hier das große Landgut Abenmaaxbar. Um den Ort selbst und dem Bild der heiligen Margarita ranken sich viele Sagen und Mythen, die schließlich dazu führten, der Gemeinde den Namen zu geben.
Zeugnis des Wohlstands ist die große Pfarrkirche Santa Margalida, diese wurde im Jahre 1232 errichtet und im 17./18. Jahrhundert umgebaut. Von der Kirche aus bietet sich ein weiter Blick über das Land. Innen prunkt das Gotteshaus mit reicher Ausstattung der Seitenkapellen.

#### Can Picafort

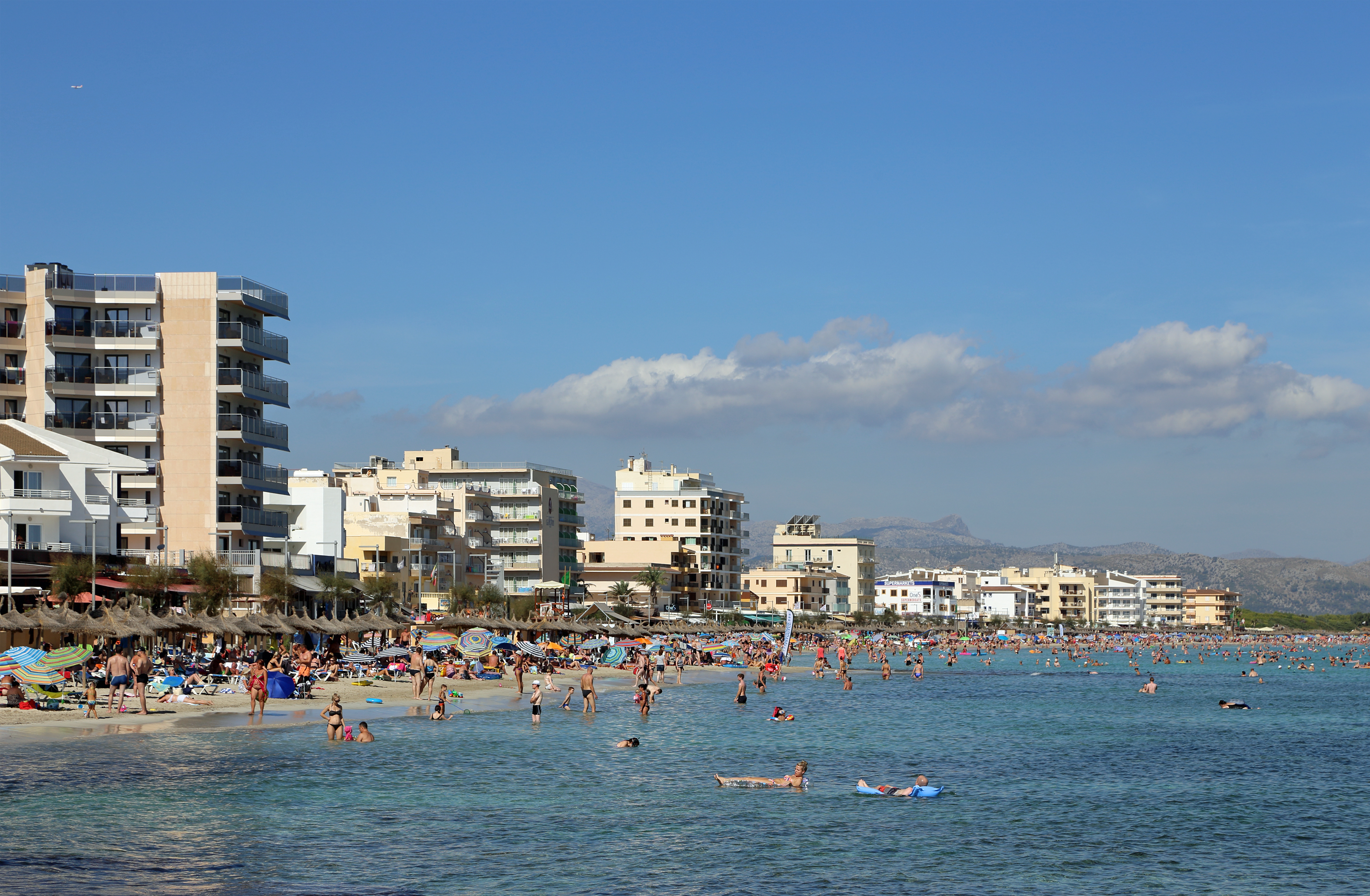
Strand von Can Picafort

Can Picafort (idiomatisch korrekte Schreibung: Ca’n Picafort) ist ein Touristenort an der Bucht von Alcúdia. Zwischen Port d’Alcudia im Norden der Bucht und Can Picafort etwa in der Mitte befindet sich ein etwa fünf Kilometer langer Sandstrand, an dem sich Hotel an Hotel reiht. Lediglich das Naturschutzgebiet S’Albufera, das auf etwa zwei Kilometer an die Bucht grenzt, verhindert ein Zusammenwachsen der beiden Touristenorte. Das 800 Hektar große Naturschutzgebiet stellt eine wohltuende Alternative zu den angrenzenden Touristenzentren dar und ist am besten mit einem Mietfahrrad zu erkunden.
Der Ort Can Picafort ist komplett auf Tourismus ausgelegt. An der Strandpromenade befinden sich viele Bars und Restaurants, es gibt eine Einkaufsstraße für den Tag und eine Fußgängerzone für den Abend.
Can Picafort ist ein Ort, der nicht nur in den touristisch attraktiven Monaten belebt ist. In der Nebensaison geht es jedoch wesentlich ruhiger zu und viele Geschäfte sind geschlossen. Die Einwohnerzahl hat die des Hauptortes Santa Margalida schon Mitte der 1990er Jahre überstiegen und so ist Can Picafort zu einem Wohnort geworden. Die wichtigsten Infrastruktureinrichtungen sind hier mittlerweile ebenfalls vorhanden.

##### Son Bauló
Vom Ortsteil Son Bauló aus erreicht man südöstlich entlang der Küste die Nekropolen von Son Real und s’Illot des Porros, letztere auf einer vorgelagerten Insel gelegen. Beides sind Hinterlassenschaften der sogenannten Talayot-Kultur aus der Frühgeschichte Mallorcas. Der Küstenwanderweg führt von dort weiter bis Son Serra de Marina.

##### Motorsport
In Can Picafort befindet sich eine der größten Kart-Rennbahnen auf Mallorca. Nach dem Umbau im Jahre 2004 verfügt die Kartbahn über eine Gesamtlänge von 1325 m. Sie teilt sich in zwei Bahnen auf. So stehen für die zugelassene Profi-Rennstrecke (725 m) und für die Leihkart-Strecke (825 m) zur Verfügung. Jedes Jahr finden dort neben nationalen Rennen auch ein internationales 24-Stunden-Rennen statt.

#### Son Serra de Marina

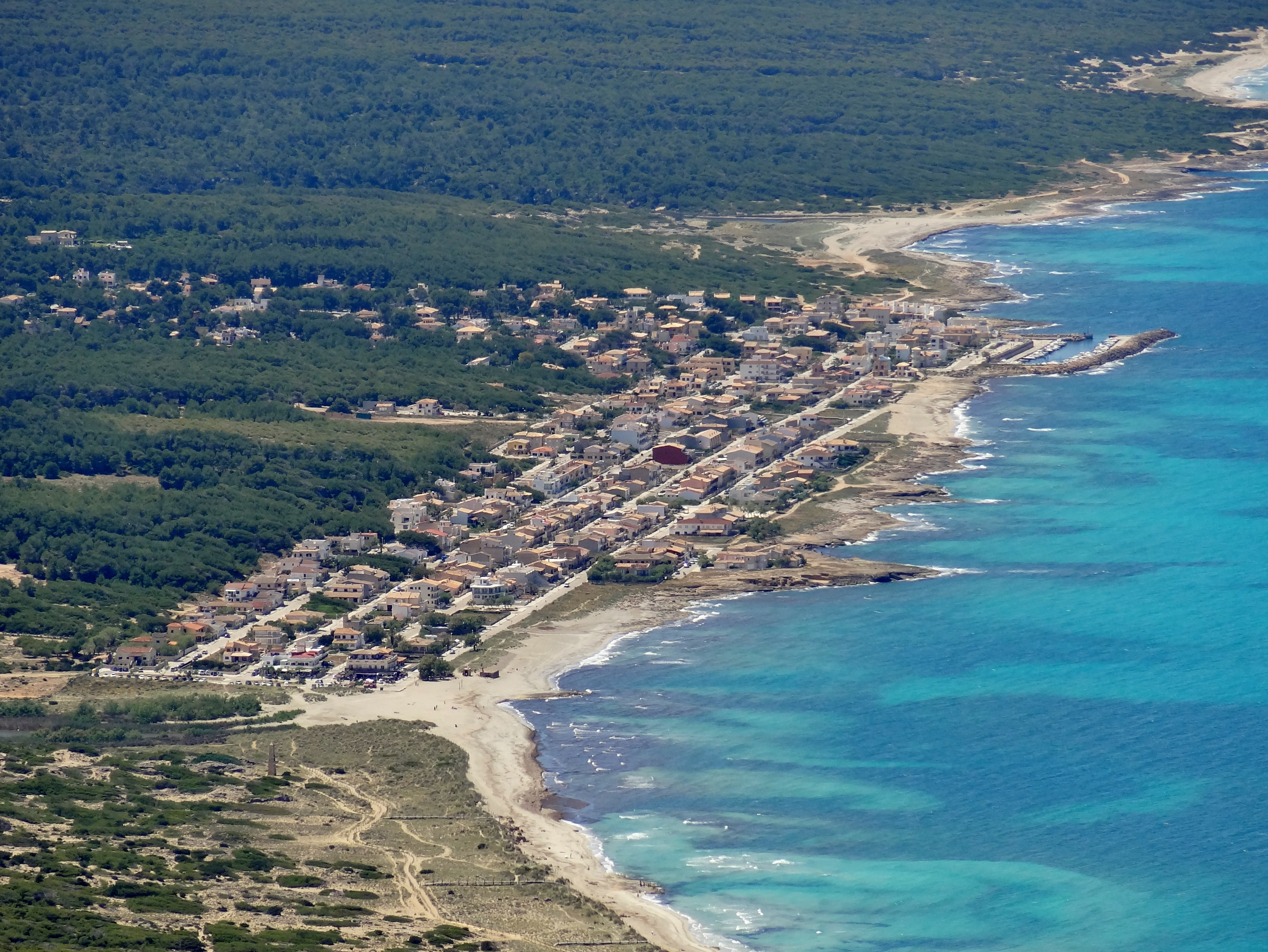
Ortslage an der Badia d’Alcúdia

Der in den 1960er Jahren auf einem Teil des Gebietes des ehemaligen Landgutes Son Serra schachbrettartig angelegte Urlaubsort sechs Kilometer südöstlich von Can Picafort zieht sich etwa 1400 Meter an der Bucht von Alcúdia entlang. Er besteht ausschließlich aus ein- bis zweigeschossigen Häusern, die meist als Zweitwohnsitz von Einheimischen errichtet wurden. Dementsprechend ruhig geht es auf den Straßen zu. Zu Ferienzeiten kommen die Eigentümer der Häuser und beleben neben den Touristen den Ort. Der Massentourismus hat hier im Gegensatz zu Can Picafort noch nicht Einzug gehalten. Am Beginn der zur Küste nach Son Serra de Marina führenden Straße befindet sich ein vorgeschichtliches Bauwerk, der Talaiot de sa Cova de sa Nineta. Die Straße ist nach diesem benannt, trägt den Namen Avinguda del Talaiot de sa Nineta und endet am Hafen von Son Serra de Marina.

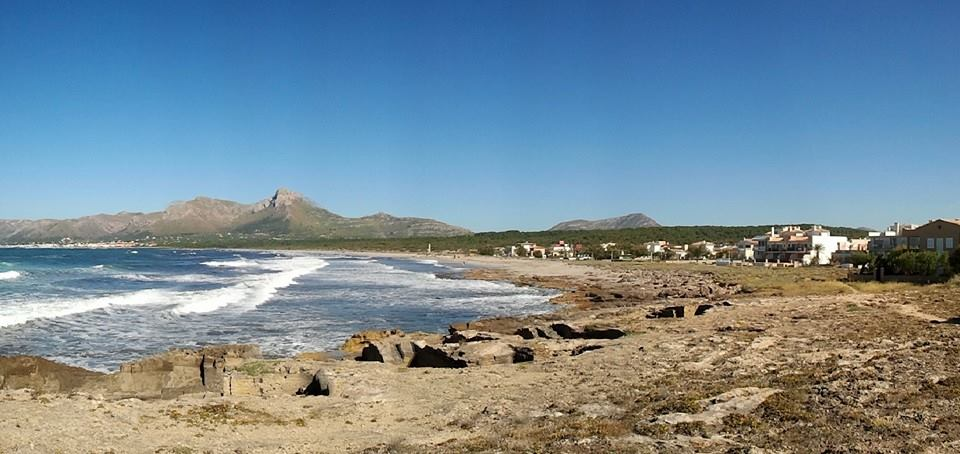
Platja de Son Serra de Marina im Osten

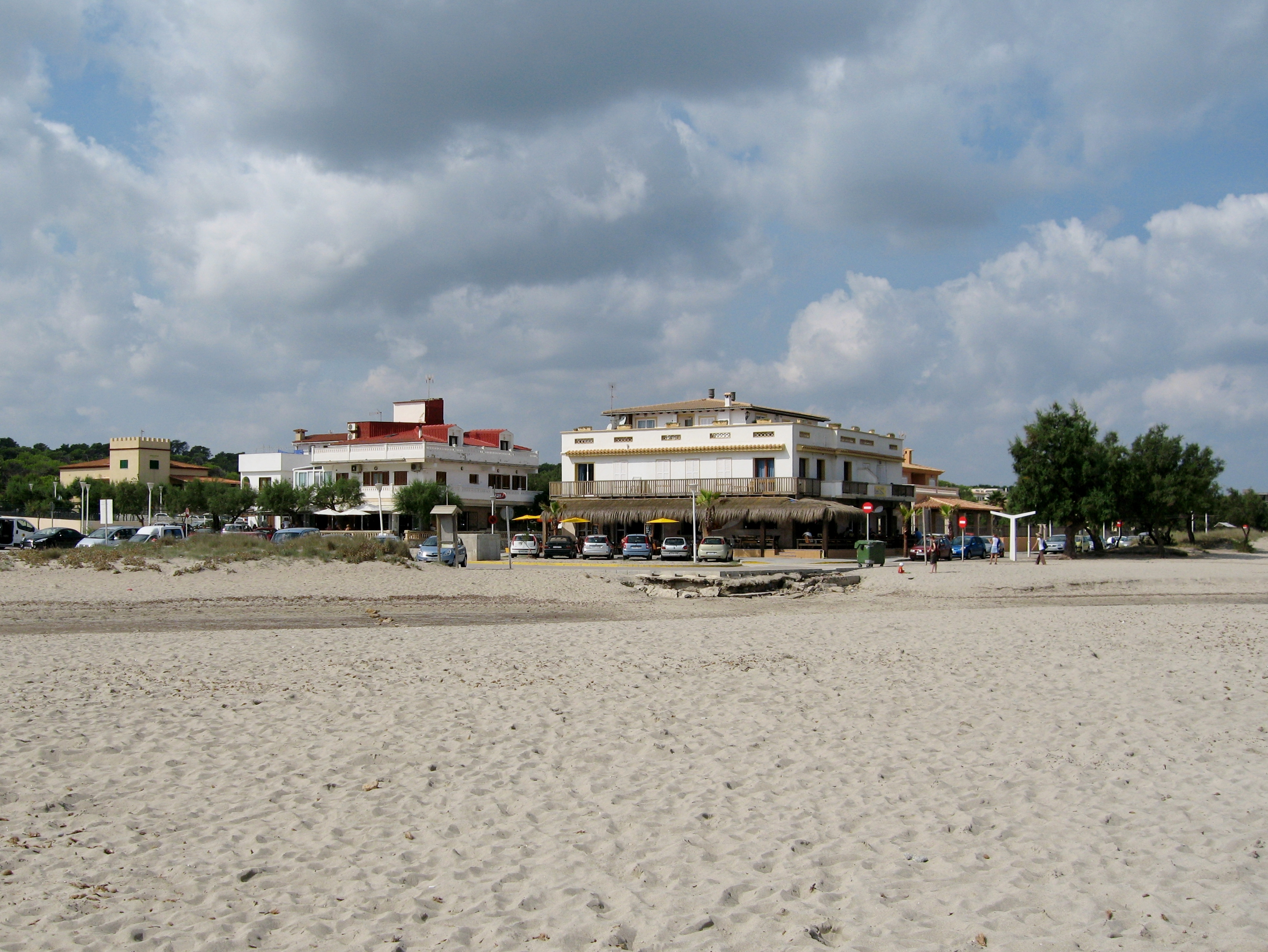
Son Serra de Marina (Oststrand)

Son Serra de Marina besitzt einen kleinen Sporthafen am Westrand der Siedlung, neben dem nordwestlich das Wellenreiten beliebt ist. Östlich wird der Ort durch den Torrent de na Borges begrenzt. Der dortige Strand ist das Revier von Wind- und Kite-Surfern. Neben dem Strand im Osten befinden sich zwei Restaurants und ein gebührenfreier Parkplatz. Eine Kuriosität aus der Zeit der Entstehung der Siedlung ist die ausdrückliche Festschreibung in den damaligen Kaufverträgen, dass Frauen und Männer keinesfalls zusammen baden dürften.
Der Ort besitzt drei mäßig besuchte Strände. Innerhalb der Siedlung, südöstlich des Hafens, liegt die 210 Meter lange und 50 Meter breite Platja de s’Home Mort. Im Osten geht die etwa 350 Meter lange und bis zu 65 Meter breite Platja de Son Serra de Marina hinter der Ortsgrenze in den fast 1700 Meter langen Strand von Sa Canova über, der schon zur Gemeinde Artà gehört und fast bis zum Ortsteil S’Estanyol von Colònia de Sant Pere reicht. Beide Strandabschnitte trennt der Torrent de na Borges, der nur nach sehr viel Niederschlag ins Meer mündet und ansonsten im hinteren Bereich des Strandes einen Brackwasserteich, den Estany des Bisbe, bildet. Westlich, etwas abseits der Siedlung, befindet sich die Platja de Son Real, deren Südostseite, dem Gebiet von Son Serra, auch Platja des Dolç genannt wird. Ein Küstenwanderweg führt von dort nordwestlich weiter bis nach Can Picafort.

## Kultur und Sehenswürdigkeiten

### Kirchen
- Pfarrkirche Santa Margalida

### Bauwerke

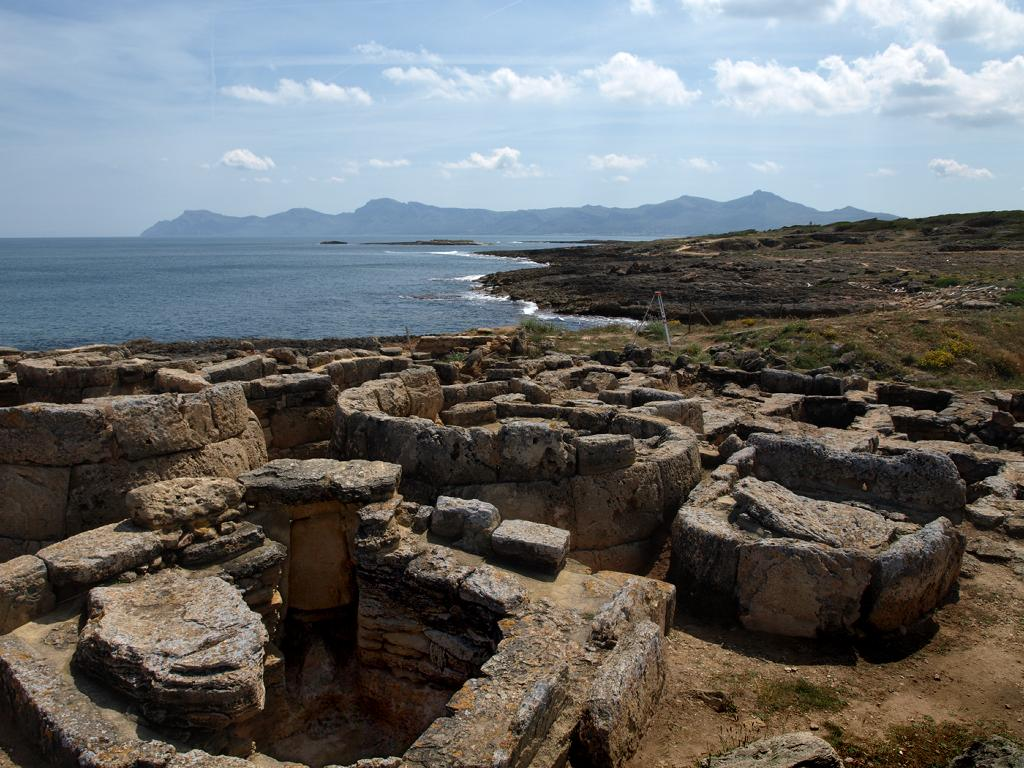
Nekropole von Son Real

- Necròpolis de Son Real und s’Illot des Porros – Nekropolen der Talaiot-Kultur an der Küste zwischen Son Bauló (Can Picafort) und Son Serra de Marina.
- Torres de Defensa oder Torres d'Enfilació – Die alten Peiltürme entlang der Küste der Gemeinde Santa Margalida wurden in den Jahren 1941 bis 1970 bei militärischen Manövern mit Booten und U-Booten benutzt. Sie sind oft aus Kalksandstein (dem lokalen Marès) errichtet. Mit ihrem rechteckigen Grundriss und pyramidenförmigen Körpern erinnert ihre Bauweise an Obelisken. Sie wurden im Abstand von 1.240 Metern jeweils 200 Meter zueinander entfernt paarweise errichtet und dienten zu Übungen der Positionsbestimmung mittels Deck-[6] und Kreuzpeilung. Sie waren weiß gestrichen und mit roten Markierungen versehen. Die Türme sollen in den nächsten Jahren nach und nach restauriert werden.

### Naturdenkmäler
- Vogelschutzgebiet s’Albufera de Mallorca

### Strände

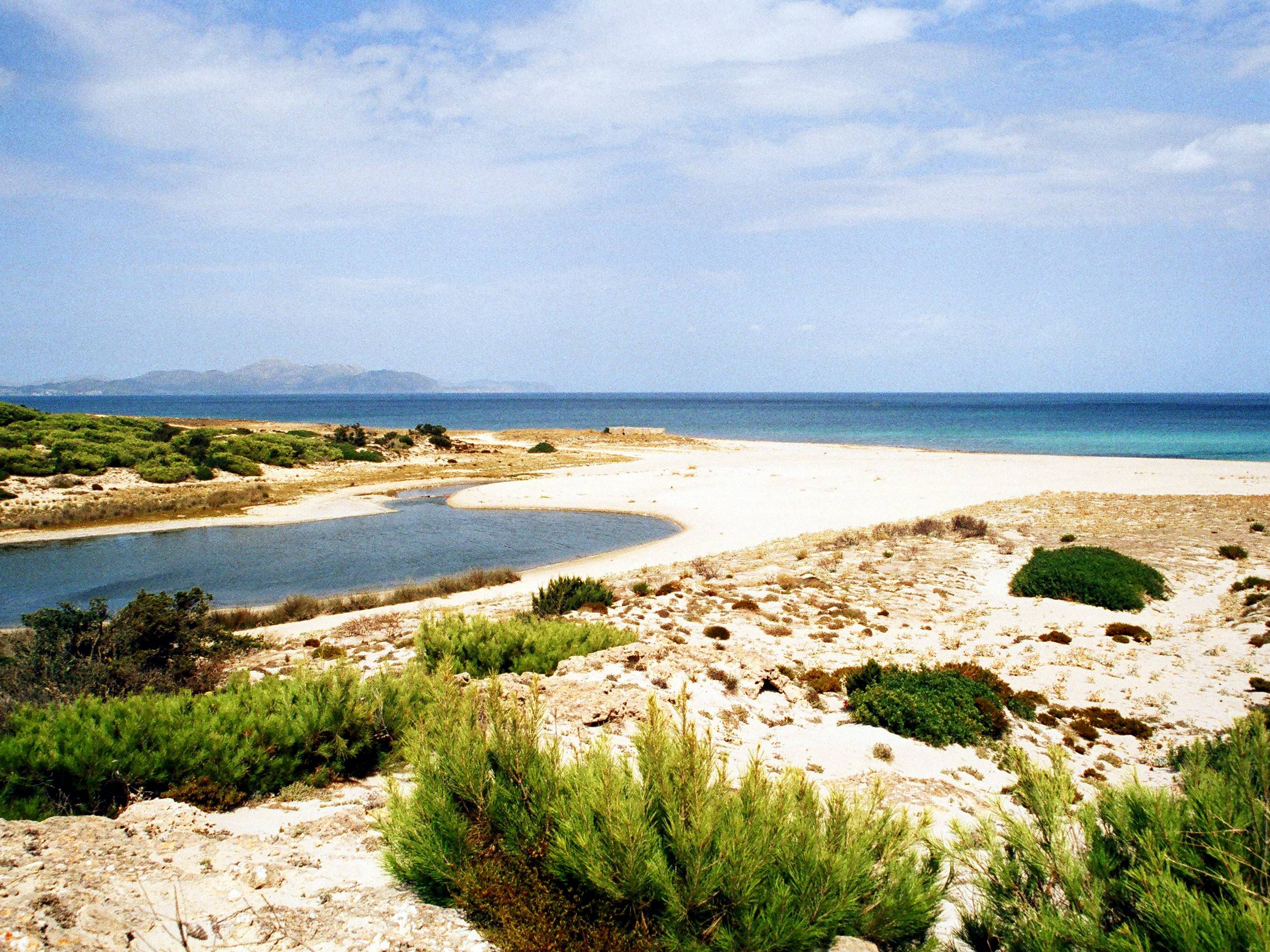
Strand von Son Real bei
Son Serra de Marina

Strände und Badebuchten, die sich auf dem Gemeindegebiet von Santa Margalida befinden, sind Platja de Can Picafort, Platja de Son Bauló, Platja de Na Patana, S’Arenal d’en Casat, Cala Serralot, Platja de Son Real (südöstlicher Abschnitt auch Platja des Dolç), Platja de s’Home Mort und Platja de Son Serra de Marina.

### Feste
- Festes de Santa Margalida, Patronatsfest um den 20. Juli
- Festes de la Beata zu Ehren der Santa Catalina Tomàs, 1. Sonntag im September

## Persönlichkeiten

### Söhne und Töchter der Stadt
In Santa Margalida wurden Joan March Ordinas (1880–1962), Bankier und Gründer der Banca March, der Orientalist Joan Mascaró i Fornés (1897–1987) und der Schriftsteller Joan Francesc March (1927–2019) geboren.